# Chela de Ferrari
Graciela Elvira Raquel Giraldez Castro (Lima, 17 de septiembre de 1956) conocida como Chela de Ferrari es una dramaturga y directora de teatro peruana.

## Biografía
Nació en Lima en 1956. Estudió en el Colegio Villa María.
Ingresó a la Universidad de Puerto Rico en Río Piedras, en la cual estudió pintura. Después estudió Teatro en el Club de Teatro de Lima con Reynaldo D’amore.
En Córdoba, Argentina, se formó en talleres de dirección y dirigió durante cinco años el grupo EXTRAS, montando obras de autores argentinos y creaciones colectivas. Al regresar a Perú, trabajó como asistente de dirección con Edgar Saba y Jonathan Martin.
En 1997, por invitación de Edgar Saba, montó El Contrabajo de Patrick Suskind en el Centro Cultural de la Pontificia Universidad Católica del Perú. A este montaje le siguió; Coraje en el Exilio, una obra en homenaje a Bertolt Brecht; María Estuardo, de Friedrich Schiller; Un tranvía llamado Deseo, de Tennessee Williams y El Avaro, de Molière. Además, durante un año, dictó el curso de Producción Teatral II en la Facultad de Ciencias y Artes de la Comunicación de la universidad.
En 2003 fundó el Teatro La Plaza, ubicado en el Centro Comercial Larcomar. La sala abrió el 23 de octubre del mismo año con la obra Metamorfosis de Ovidio. En esta sala programa textos de nueva dramaturgia peruana y clásicos bajo una mirada contemporánea.
En 2014, montó en escena La Cautiva, obra escrita por Luis Alberto León que trata sobre el terrorismo en el Perú, lo cual generó una polémica por una presunta “apología del terrorismo” que valió investigaciones de la Dirección contra el terrorismo - Dircote y la Procuraduría Antiterrorismo. Pese a ello, fue representada en Argentina, Alemania, Chile y México.
En 2024 puso en escena La gaviota de Chejov en el Centro Dramático Nacional de Madrid, que previamente había presentado en el Festival de Aviñón.

## Reconocimientos
- En 2017 fue nombrada como Miembro de la Comisión Consultiva Nacional de Cultura del Ministerio de Cultura. Ese mismo año recibió la distinción de P.M.C (Personalidad meritoria de la cultura), como reconocimiento por su contribución al desarrollo de la cultura de Perú.[1]